# Bolboceras corniculatum
Bolboceras corniculatum är en skalbaggsart som beskrevs av John Obadiah Westwood 1852. Bolboceras corniculatum ingår i släktet Bolboceras och familjen Bolboceratidae. Inga underarter finns listade.